# POPEYE
POPEYE（ポパイ）は、マガジンハウスから発行される日本の男性向けファッション雑誌・情報誌である。毎月10日（日祝日の場合は8・9日）発売。
木滑良久が初代編集長として、1976年（昭和51年）に創刊。アメリカの現代的生活様式を日本に紹介し、初期には若者風俗をリードするなど社会に大きな影響を与えた。一時はおしゃれの代名詞ともなり、流行や遊びに敏感な都会的男子を指して「ポパイ少年」などと呼ぶこともあった。
発売日を同じくする集英社の「MEN'S NON-NO」と並び、モード界、欧州ラグジュアリーブランドに関する情報に強いのが特徴。

## 概要

### Magazine for City Boys
当初は月2回女性誌の「anan別冊・Men's an an POPEYE」として、コラム・マガジンとしてスタートした。漫画の主人公ポパイをキャラクターに、1976年6月に、平凡出版（現・マガジンハウス）より、「Magazine for City Boys」というサブタイトルで創刊された。創刊当時は、これまでの男性ファッション誌にはなかった切り口で、当時の男性誌の世界を一新する、新たな世界観を10代後半から20代前半の若者に植え付けた雑誌として瞬く間に人気を博した。当初は、月刊誌として創刊されたが、すぐに隔週刊となった。

### 情報発信誌

#### 1976年 - 1979年
『気分は○○』、『スグレモノ』、『○○大好き少年!』など、この雑誌から生まれた言葉も数多い。1970年代後半のアメリカ西海岸のスタイルを日本に初めて紹介したことでも知られる。しかし、実際には、先行して西海岸カルチャーを紹介していたのは、植草甚一らがか関わった初期の『宝島』（JICC出版局、現宝島社）であった。『POPEYE』が部数を伸ばしたのに対し、『宝島』は伸び悩み、ポップカルチャー誌に路線変更せざるを得なくなった（「宝島 (雑誌)」項目も参照。特に創刊時にはアメリカ・商務省観光局からの支援提携もあったとされる。

#### 1980年 - 1989年
1980年代に入り、ファッションやサブカルチャー・ライフスタイルを紹介する、『平凡パンチ』との差異化のためにそれまで扱わなかったセックス記事を掲載しはじめ、1980年代中盤のDCブランドブームの牽引者となる一方、追随し同じ層をターゲットにして創刊された講談社の『ホットドッグ・プレス』（1979年 - 2004年）、集英社の『メンズノンノ』（1986年 - ）とともに、人気男性誌となった。
また、同誌や『モノ・マガジン』を中心とした雑誌を購読する世代の文化を「カタログ文化」と呼び、1980年の田中康夫のデビュー小説『なんとなく、クリスタル』（河出書房新社）と共に、揶揄する論調も存在した。

#### 1990年代以降
バブル期と1990年代の崩壊再編後も、ターゲットの読者層は変わらず、『平凡パンチ』や『ホットドッグ・プレス』休刊後も発行され、2004年から再び月刊誌となる。その後何度かリニューアルを重ねて、現在も20代前半のファッションマガジンとして情報を発信している。
2012年5月号より再度リニューアルされ、改めてキーワード「シティボーイ」を前面に押し出し、コーディネート、インテリア、旅行、カルチャーなどに関する情報を発信している。判型、綴じ方式などを一新したほか、巻末の協力店舗リストがなくなり、カルチャー連載記事が白黒刷りに変更されている。

## 過去の寄稿者・モデル

### 1976年 - 1979年
- 片岡義男
- 原田眞人
- アスカ蘭
- 森下賢一
- 坂本正治
- 近田春夫
- 松山猛
- 内坂庸夫
- 馬場祐介
- 黒川邦和
- 粕谷誠一郎
- 北山耕平
- 芦沢一洋
- 小林泰彦
- 秋山弘宣
- 椎名和
- 後藤健夫
- 田中カール
- 田中ケン
- 木村東吉
- 長沼淳
- 中島武二
- マオ日高
- 中根政男
- 北上純
- 神林茂典
- 大貫憲章
- 松尾多一郎
- 御供秀彦
- 油井昌由樹
- 因幡也寸人
- 大久保篤志
- 北村勝彦
- 吉田十紀人
- 松木直也
- 馬場祐介
- 吉田啓子
- 浅井冽
- 中須浩毅
- 渡辺寛之
- 征木高司
- 荒井健
- 新谷雅弘
- 三浦憲治

### 1980年 - 1989年
- 田中康夫
- 渡辺和博
- 泉麻人
- 綱島理友
- 山本コテツ
- 西川りゅうじん
- 西舘彰芳
- ナンシー関
- 菊池武夫
- 祐真朋樹
- 阿部祐二
- 鈴木一真
- 藤田東吾
- 吉野信吾
- 山本康一郎
- 今村 満
- 入江たのし